# Mahmoud El Hefny
Mahmoud Ahmad El Hefny, auch Mahmūd Ahmad al-Hifnī (arabisch محمود أحمد الحفني, DMG Maḥmūd Aḥmad al-Ḥifnī; * 14. April 1896 in Dundīt, Ägypten; † 29. März 1973 in Kairo) war ein ägyptischer Musikwissenschaftler und Ministerialbeamter.

## Leben
Mahmoud El Hefny war Sohn eines Landbesitzers und studierte auf Wunsch seines Vaters nach dem Besuch der Universität Kairo ab 1920 Medizin in Deutschland an der Universität Berlin und ab 1922 an der Universität Rostock. Bereits 1921 engagierte er sich neben dem Studium als Sekretär des wafdistischen Ägyptischen Bundes, der ehemaligen Ägyptischen Vereinigung in Berlin. 1924/1925 wechselte er zur Musik und studierte zunächst an der Hochschule für Musik in Berlin bei Curt Sachs und wechselte dann 1928 zur Universität Berlin. 1931 wurde er hier mit seiner Dissertation über die Musiklehre des Avicenna zum Dr. phil. promoviert. 1932 war er für die Musikkonferenz in Kairo bereits vor- und nachbereitend tätig. Mahmoud El Hefny war von 1931 bis 1952 als Ministerialbeamter und Inspektor des Musikwesens im ägyptischen Kultusministerium tätig und ist Vater der Rückbesinnung auf die Musik der Pharaonen. Er prägte die Musikerziehung im Land maßgeblich bis zum Machtwechsel durch den Militärputsch in Ägypten 1952 unter Gamal Abdel Nasser. Auch danach behielt er als Musikwissenschaftler gewissen, wenn auch reduzierten, Einfluss auf das kulturelle Musikgeschehen und beschäftigte sich mit arabischer Musik, Folk und der Vermittlung der westlichen Klassischen Musik in arabischer Sprache. Er nahm weiter an zahlreichen Musikkonferenzen teil. Neben seinen zahlreichen Schriften gründete er 1935 die Zeitschrift al-Mūsīqā (später al-Majalla al-Mūsīqiyya) und 1949 die Zeitschrift al-Mūsīqā wa-al-Masraḥ. In beiden veröffentlichte er zahlreiche Beiträge, die ihn nicht immer als Autor erkennen lassen. Von 1963 bis 1973 war Mahmoud El Hefny Vorsitzender des Klubs der in Deutschland graduierten Ägypter in Kairo.

## Schriften
- Ibn Sina's Musiklehre hauptsächlich an seinem "Naǧāt" erläutert: Nebst Übersetzung und Herausgabe des Musikabschnittes des "Naǧāt". Hellwig, Diss. Berlin 1931